# Lauda Air
Lauda Air war eine österreichische Fluggesellschaft mit Sitz in Wien und Basis auf dem Flughafen Wien-Schwechat. Sie war ab 2004 eine hundertprozentige Tochtergesellschaft der Austrian Airlines.
Zuletzt wurde die Marke Lauda Air von dieser als reine Vertriebsmarke ohne eigenen Flugbetrieb genutzt. Zum Sommerflugplan 2013 wurde die Marke endgültig aufgegeben und durch Austrian myHoliday ersetzt.

## Geschichte

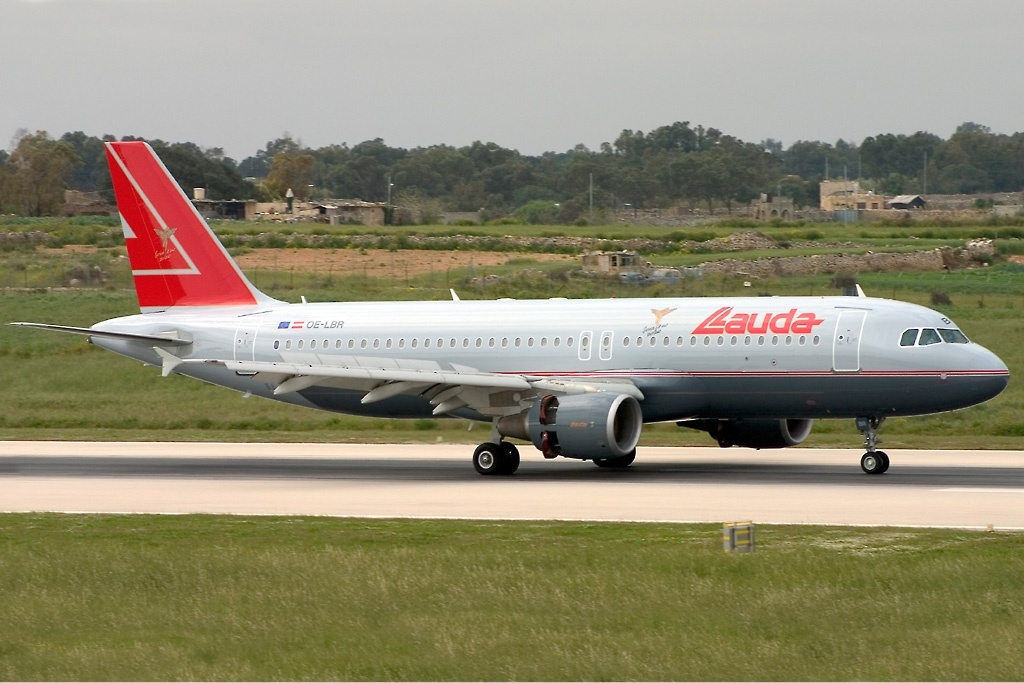
Airbus A320 der Lauda Air

### 1979 bis 1995
Die Lauda Air wurde am 4. April 1979 vom zu diesem Zeitpunkt zweifachen Formel-1-Weltmeister Niki Lauda gegründet. Das Startkapital von 15 Mio. öS stellte zu 51 Prozent die Lauda Air GmbH und zu 49 Prozent die ITAS Reisebüro GmbH. Niki Lauda erwarb die Bedarfsflugkonzession der Alpair und nahm am 24. Mai 1979 den Flugbetrieb mit zwei gebrauchten Flugzeugen vom Typ Fokker F-27 auf. Später wurde eine französische F-27 als drittes Flugzeug geleast.
Durch den starken Druck von Austrian Airlines gelang es nicht, ein profitables Flugnetz aufzubauen. Schließlich wurden zwei Fokker F-27 an die Egypt-Air verleast. Anfang 1983 wurde der Flugbetrieb mit Fokker F-27 eingestellt.
Ende 1985 wurde der linienmäßige Flugbetrieb mit zwei BAC 1-11 wieder aufgenommen.
Mit dem Reiseveranstalter ITAS (Eigentümer Basile Varvaressos) begann eine sehr erfolgreiche Kooperation, die eine Vergrößerung der Transportkapazität notwendig machte. 1986 erhielt Lauda Air die erste 737-3Z9 und 1988 eine 737-200. Das Catering übernahm Do & Co. Mit der ersten Boeing 767-300ER fiel der Startschuss zu Langstrecken-Linienflügen nach Bangkok, Hongkong und Sydney.
1990 erhielt Lauda Air die weltweite Linienkonzession und das Unternehmen ging an die Börse. Im Herbst 1990 erwarb die Lufthansa-Tochter Condor rund 25 Prozent der Anteile. Ende Oktober 1991 wurde der Linienflug um Melbourne in Australien erweitert.

#### Ab 1992
Durch die Kooperation mit Lufthansa wurden ab Dezember 1992 dreimal wöchentlich Linienflüge nach Miami über München mit einer Boeing 767-300ER aufgenommen.
Ab März 1993 wurde auch Los Angeles viermal pro Woche über München angeflogen. Im selben Jahr wurde außerdem die Lauda Air Italia, eine Beteiligungsgesellschaft in Italien, gegründet. Diese flog von Mailand aus mit einer Boeing 767-300ER in die Karibik.
Mit den 1994 erworbenen Canadair Regional Jets nahm die Lauda Air Flüge zu den Europa-Zielen Barcelona, Madrid, Brüssel, Genf, Manchester und Stockholm auf. Im September 1994 betrug der Anteil der Lufthansa an Lauda Air 39,7 Prozent.

### Zusammenschluss mit Austrian Airlines und Lauda Air
1996 begann die partielle Zusammenarbeit zwischen Austrian Airlines und Lauda Air. Ebenfalls 1996 wurde „Nikis Kids Club“ für Kinder von sechs bis zwölf Jahren gegründet.
Am 12. März 1997 folgte die Bekanntgabe der strategischen Partnerschaft zwischen Austrian Airlines, Lauda Air und Lufthansa. Austrian Airlines beteiligen sich mit 36 Prozent an Lauda Air, Niki Lauda behielt 30 Prozent und die Lufthansa behielt einen Anteil von 20 Prozent. Am 24. September 1997 übernahm Niki Lauda persönlich die erste Boeing 777-200ER.
Eine neue Boeing 767-300ER „Frank Sinatra“ brach am 30. August 1999 zu ihrem Erstflug auf – eine zwölftägige Weltreise mit Stopps in Frankfurt, Bangkok, Sydney, Honolulu und Los Angeles stand auf dem Programm.
Am 21. November 2000 trat Niki Lauda als Vorstandsmitglied zurück und im Oktober 2001 wurde Lauda Air eine 99-prozentige Tochter der Austrian Airlines.
2001 erhöhte Lauda Air die Frequenz nach Australien auf fünfmal wöchentlich. Im Jahr 2001 gewann Lauda Air drei Auszeichnungen: Den „Business Traveller Award“ als „Europas beste Fluggesellschaft“, den „Golden Globo“ als beste Ferienfluggesellschaft Europas und den Titel „Airline des Jahres“ des Wirtschaftsmagazins Capital.
Im Jahr 2002 wurde die finanziell schwer angeschlagene Lauda Air schließlich von Austrian Airlines vollständig übernommen und so vor dem Konkurs bewahrt. Es gilt heute als erwiesen, dass Austrian Airlines diesen Schritt ausschließlich aufgrund des starken politischen Drucks setzen musste. Niki Lauda schied aus dem Unternehmen aus. Einige Zeit später kaufte er die Mehrheitsanteile an der österreichischen Tochter der in Konkurs geratenen deutschen Fluggesellschaft Aero Lloyd. Aus dieser – der Aero Lloyd Austria GmbH – gründete er Ende November 2003 wieder eine eigene Fluggesellschaft, die NIKI.
Im Herbst 2004 wurde der Flugbetrieb der Lauda Air per Betriebsübergang in den Austrian Flugbetrieb integriert. Unter dem Namen Lauda Air – seit 2007 mit dem Zusatz The Austrian Way to Holidays – erfolgte die Vermarktung und der Verkauf der Urlaubs- und Charterflüge. Bei der Durchführung der Flüge griff Lauda Air auf den Austrian Airlines Flugbetrieb sowie die gesamte Flotte der Austrian Airlines Group – also auch Flugzeuge von Austrian Arrows – zu. Die Flugzeugtypen Boeing 777-200 und Boeing 767-300 wurden im Langstrecken-Linienverkehr eingesetzt, der von Austrian betrieben wurde. Daher trugen diese Flugzeuge auch das Design von Austrian.
Die Beteiligungsgesellschaft Lauda Air S.p.A. wurde im September 2005 von der Livingston SpA, einem Tochterunternehmen der Ventaglio Group, übernommen.

### Entwicklung 2010 und das Ende 2013
Seit dem Frühjahr 2010 wurden die ehemaligen Boeing 737 der Lauda Air auch auf den Linienstrecken der Austrian Airlines eingesetzt statt wie bisher nur im Charterverkehr. Bei Bedarf und Verfügbarkeit flogen sie aber – wie alle anderen Flugzeuge des Konzerns auch – ergänzend dazu weiterhin diverse Urlaubsziele an.
Im Jahr 2011 trug nur noch die Boeing 737-800 mit dem Kennzeichen OE-LNK die Farben der Lauda Air zur Aufrechterhaltung des Air Operator Certificate. Alle anderen ehemaligen Flugzeuge der Lauda Air, die zu diesem Zeitpunkt in der Flotte der Austrian Airlines Group waren, trugen das Austrian-Design. Ende Mai 2012 wurde seitens Austrian Airlines bekanntgegeben, die Marke Lauda aufzugeben und in Zukunft nur noch unter dem Namen Austrian operieren zu wollen.
Am 21. August 2012 gab Austrian Airlines bekannt, dass die bisherige Geschäftsführerin der Lauda Air, Doris Köpf-Szankovich, das Unternehmen nach 31 Jahren Tätigkeit bei Austrian Airlines und davon 12 Jahren bei Lauda Air „auf eigenen Wunsch im besten Einvernehmen“ per 31. August 2012 verlasse.
Zum Flugplanwechsel Ende März 2013 wurde die Marke Lauda Air endgültig durch Austrian myHoliday abgelöst.

## Flugziele Lauda
Die ehemaligen Flugzeuge der Lauda Air steuern heute als Teil der Flotte der Austrian Airlines zahlreiche Ziele in deren gesamtem Streckennetz an. Die übernommenen Maschinen der Typen Boeing 767-300ER und Boeing 777-200ER bestreiten sogar sämtliche Langstreckenflüge der Austrian Airlines, nachdem deren eigene Airbus A330 und A340 im Zuge der Lauda-Übernahme ausgemustert wurden. Unter der Vertriebsmarke Lauda Air wurden bis März 2013 Flüge zu Urlaubszielen hauptsächlich rund um das Mittelmeer angeboten.

## Flotte

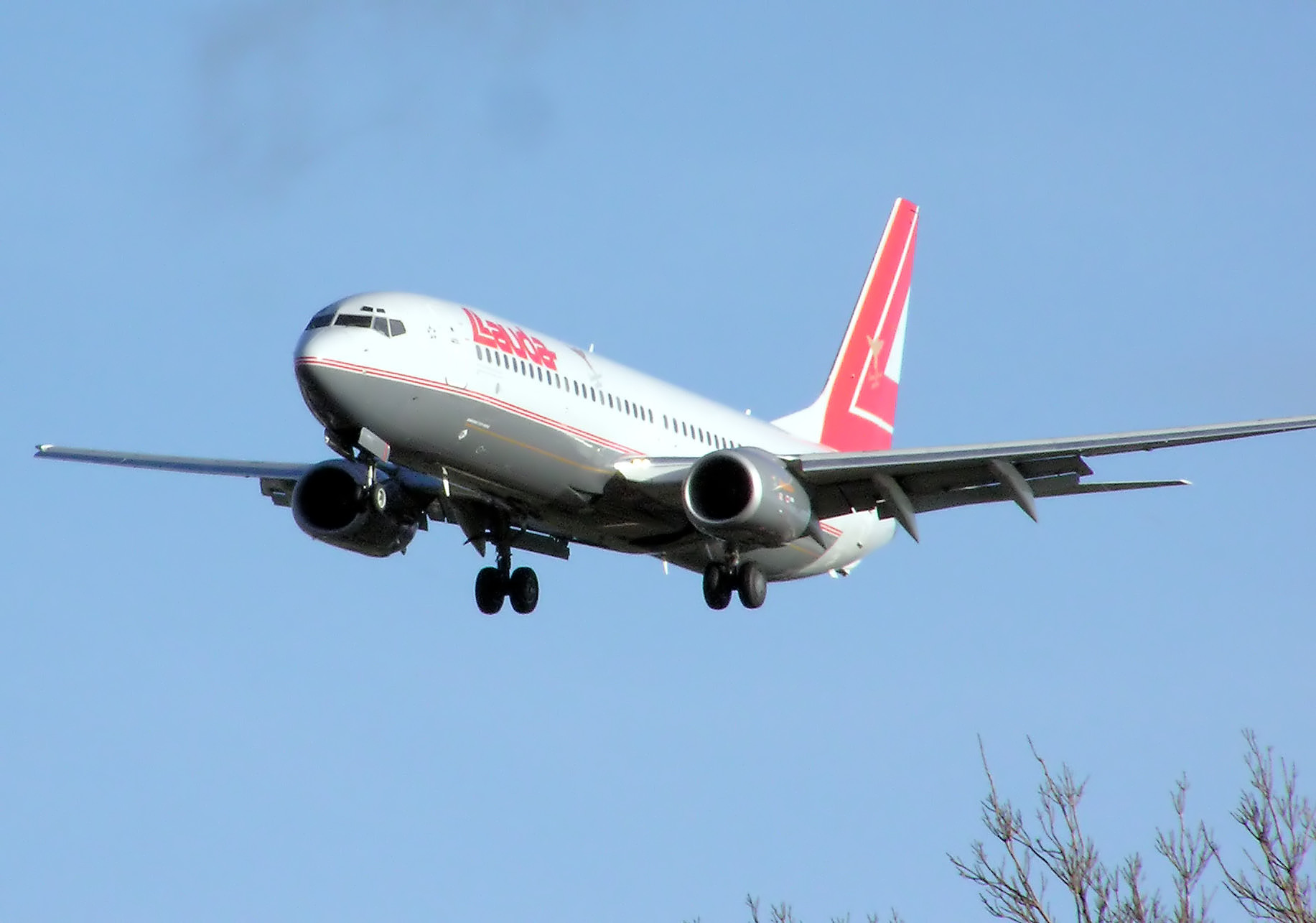
Eine Boeing 737-800 der Lauda Air

### Flotte bei Betriebseinstellung
Lauda Air unterhielt zuletzt als reine Vertriebsmarke innerhalb der Austrian Airlines Group keinen eigenen Flugbetrieb mehr.

### Zuvor eingesetzte Flugzeuge
Folgende Flugzeugtypen standen in früheren Jahren im Dienste der Lauda Air:
- 02 Fokker F-27 (1979–1984)
- 02 BAC 1-11 (1985–1986)
- 17 Boeing 737 (1985–2008, 12 gingen im Rahmen des Zusammenschlusses an Austrian Airlines)
- 11 Boeing 767-300ER (1989–2007, 6 gingen im Rahmen des Zusammenschlusses an Austrian Airlines)
- 03 Boeing 777-200ER (1997–2005, gingen im Rahmen des Zusammenschlusses an Austrian Airlines)
- 12 Bombardier CRJ100LR (1994–2004)

## Zwischenfälle
Am 26. Mai 1991 stürzte eine Boeing 767-300ER auf dem Weg vom Flughafen Kai Tak mit Zwischenstopp auf dem Flughafen Bangkok-Don Mueang zum Flughafen Wien-Schwechat ab. Dabei kamen alle 223 Insassen ums Leben. Bei der Unfallmaschine hatte sich über Thailand selbstständig die Schubumkehr des linken Triebwerks aktiviert, was zum Kontrollverlust führte. Nach beharrlichen Untersuchungen wurde ein Konzeptionsfehler an der hydraulischen Steuerung der Schubumkehr aufgedeckt.

## Trivia
- Niki Lauda flog die Flugzeuge seiner Flotte auch selbst.[6]